# Риу-Мау (Пенафиел)
Риу-Мау (порт. Rio Mau) — район (фрегезия) в Португалии, входит в округ Порту. Является составной частью муниципалитета Пенафиел.  Он находится на правом берегу реки Дору. По старому административному делению входил в провинцию Дору-Литорал. Входит в экономико-статистический субрегион Тамега, который входит в Северный регион. Население составляет 1414 человек на 2011 год. Занимает площадь 5,64 км².
Покровителем района считается Иоанн Креститель (порт. São João).

## История
Район основан в 1984 году